# Edward Stutterheim
Edward „Eddy“ Stutterheim (* 11. August 1908 in Amsterdam; † 13. April 1977 in Opio, Frankreich) war ein niederländischer Segler.

## Erfolge
Edward Stutterheim nahm zweimal an Olympischen Spielen teil. Bei den Olympischen Spielen 1948 in London gewann er im Starboot mit Bob Maas die Bronzemedaille. Sie erzielten 4731 Punkte und schlossen die Konkurrenz hinter den Vater-Sohn-Duos Hilary und Paul Smart aus den Vereinigten Staaten sowie den Kubanern Carlos de Cárdenas Culmell und Carlos de Cárdenas Plá auf dem dritten Rang ab. 1952 in Helsinki kamen Stutterheim und Maas nicht über den achten Platz hinaus.